# میکائل دس‌سانتس
میکائل دس‌سانتس (انگلیسی: Michael dos Santos؛ زادهٔ ۳۰ آوریل ۱۹۸۳) بازیکن والیبال اهل برزیل است.